# Крицкий (хутор)
Крицкий — хутор в Павловском районе Воронежской области Российской Федерации. Входит в Лосевское сельское поселение.

## География
Хутор расположен в южной части поселения.
Село, как и вся Воронежская область, живёт по Московскому времени.

## История
Хутор основан в конце XVIII века.

## Население
| 1925 | 1980 | 2007 | 2009 | 2010 |
| ---- | ---- | ---- | ---- | ---- |
| 60   | ↗82  | ↘31  | ↘29  | ↘23  |

## Улицы
На хуторе нет улиц.